# George Stults
Pour les articles homonymes, voir Stults.
George Stults est un acteur américain né le 16 août 1975 à Détroit, Michigan. Il est notamment connu pour son rôle de Kevin Kinkirk dans la série télévisée américaine Sept à la maison.
Son frère Geoff, est également acteur et a lui aussi fait une apparition dans Sept à la maison dans le rôle de Ben Kinkirk, le frère de Kévin. En 2012, c'est au tour de George de faire une apparition dans The Finder, série dans laquelle son frère Geoff tient le rôle de Walter Sherman. Il y incarne Langston Sherman, le frère de Walter.

## Filmographie
- 2001 : Will et Grace, de David Kohan et Max Mutchnick (série TV) dans le rôle de Justin
- 2001 : Friends, de David Crane et Marta Kauffman (série TV) dans le rôle de Fredrick
- 2002-2007 : Sept à la maison (7th Heaven), de Brenda Hampton (série TV) dans le rôle de l'officier Kevin Kinkirk
- 2006 : Femmes d'exception, de Gail Harvey (Téléfilm) dans le rôle de John
- 2009 : Hydra, the lost island de  Andrew Prendergast dans le rôle de Tim nolan
- 2009 : Super Capers de Ray Griggs (en) : Officier de police #2
- 2012 : The Finder, de Hart Hanson (série TV) dans le rôle de Langston Sherman
- 2015 : Je ne suis pas prête pour Noël (téléfilm) : Drew Vincent
- 2016 : Un assistant trop parfait (Killer Assistant) (téléfilm) : Robert Austin

- 2016 : "Christmas with the Andersons" (téléfilm) : Michael

- 2019 : "Un décor de rêve pour Noël" (téléfilm) : Everett

- 2019 : « Un baiser pour Noël » (téléfilm) : Marc